# الحمام التركي (الخليل)
البلدة القديمة (الخليل)
الحمام التركي أحد المعالم الأثرية في البلدة القديمة في مدينة الخليل، وهو مبنى تاريخي يعود تاريخ تشييده إلى قبل 700 - 800 عام في العهد المملوكي، تبلغ مساحته حوالي 200 متر مربع، ويبعد عن المسجد الإبراهيمي 100 م. 

## الوصف
صُمم الحمام على طريقة الحمامات الرومانية القديمة، حيث يحتوي على منطقة ساخنة ومنطقة باردة، ويوجد نافورة في وسط المنطقة الباردة والتي كانت مكانا لتمهيد الناس للدخول إلى المنطقة الساخنة ومن ثم الخروج منها.

## الترميم
أعيد تأهيله من قبل لجنة الإعمار في مدينة الخليل عام 2015 بدعم من وزارة السياحة والآثار الفلسطينية، وبدعم من الحكومة الإيطالية وتم افتتاحه رسميا عام 2018 كمركز سياحي للزوار.

## المحتويات والأهمية
كان يحتوي على العديد من الآثار القديمة من العملات والأسلحة القديمة والأسرجة والجرار والتوابيت الحجرية والنقوش الحجرية، ولكن تعرض الكثير من مقتنياته للسرقة والتخريب، وما بقي من آثاره تم جمعها وعرضها فيه بعد ترميمه وإعادة تأهيله، ويوجد متحف صغير لعرض بعض الآثار، وتتميز جدرانه بالزخارف.
استخدم سابقا كمكان للراحة والاستجمام وخصوصا للقوافل التجارية التي كانت تمر بالمدينة، وكان الهدف من إعادة افتتاحه حماية الأماكن الأثرية في مدينة الخليل وكذلك لتشجيع الحركة السياحية والاقتصادية في البلدة القديمة.

## معرض الصور

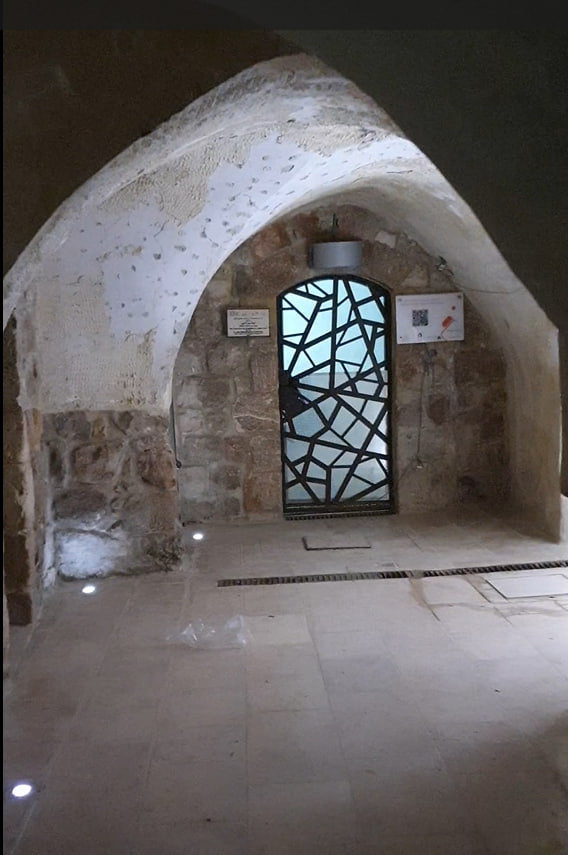
مدخل الحمام التركي في البلدة القديمة في الخليل
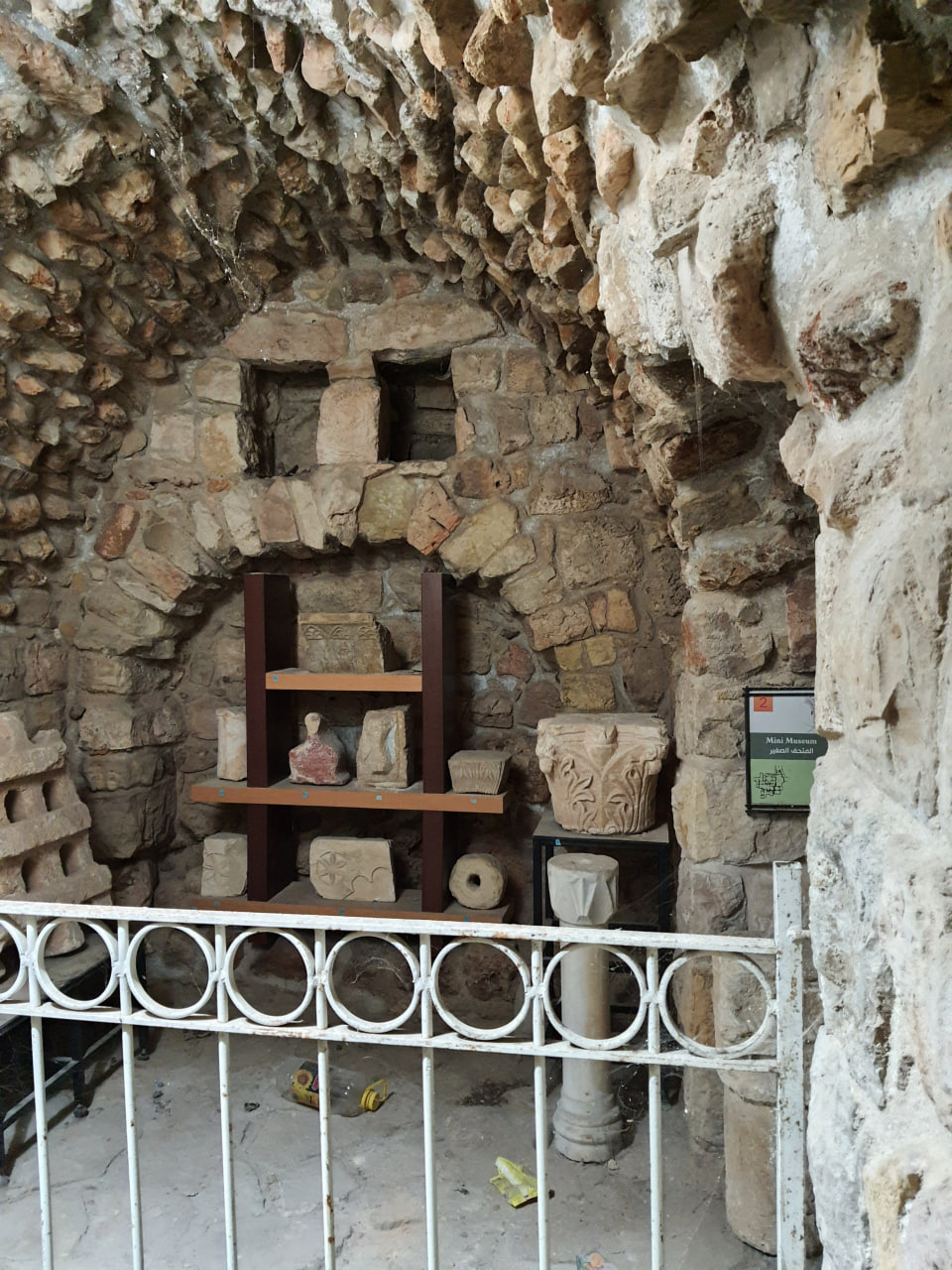
متحف صغير يحتوي على عدة قطع أثرية وجدت في الحمام التركي
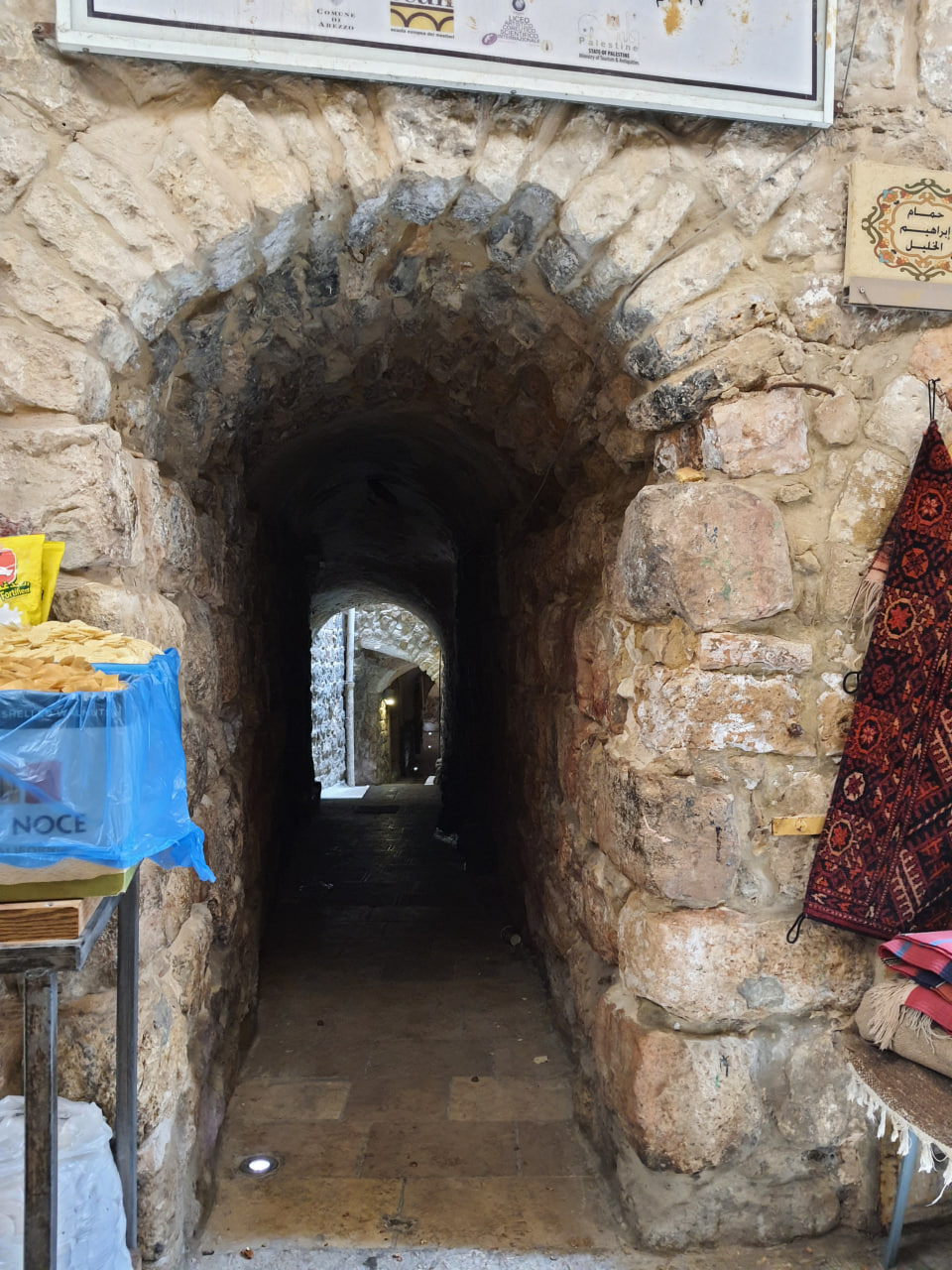
الممر القديم في البلدة القديمة الذي يؤدي إلى مدخل الحمام التركي